# میگل بوسیو
میگل بوسیو (انگلیسی: Miguel Bossio؛ زادهٔ ۱۰ فوریهٔ ۱۹۶۰) بازیکن فوتبال اهل اروگوئه است.
از باشگاه‌هایی که در آن بازی کرده‌است می‌توان به والنسیا، باشگاه فوتبال پنیارول، و تیم ملی فوتبال اروگوئه اشاره کرد.
وی همچنین در تیم ملی فوتبال Uruguay بازی کرده‌است.